# Argobasto
Arbogasto (en gaélico Arascach, en latín Arbogast) (Irlanda ? - † 678) fue un religioso cristiano de origen irlandés, misionero en Germania y Alsacia y obispo de Estrasburgo, canonizado por la Iglesia católica que celebra su festividad el 21 de julio.
Abandonó Irlanda como muchos otros religiosos de la época para llevar una vida misionera y ermitaña junto a los pueblos germanos que pretendían cristianizar. En Alsacia, latinizó su nombre gaélico y contactó con el príncipe franco Dagoberto (c.650 - 679) que había sido educado en Meath, en Irlanda, y con quien mantenía amistad.
Al ascender al trono como Dagoberto II de Austrasia en 674, este le nombró obispo de la diócesis de Estrasburgo. Poco después, a su fallecimiento, fue enterrado según sus deseos en la vertiente de un monte próximo donde se sepultaban los cuerpos de los malhechores y sobre el cual se erigió más tarde un monasterio.